# قائمة الأرقام القياسية العالمية في ألعاب القوى

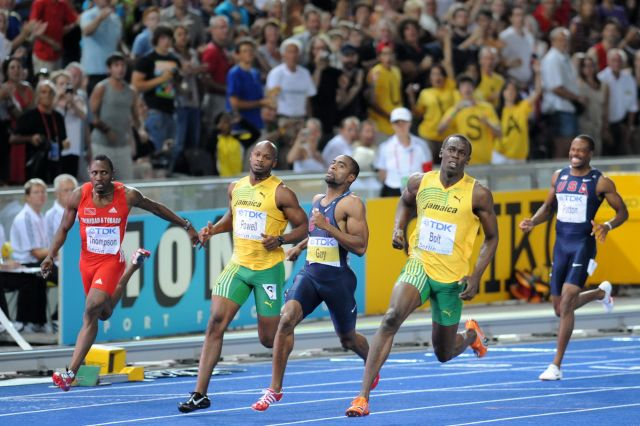
يوسين بولت يهزم تايسون غاي ويسجّل رقماً قياسياً عالمياً في سباق 100متر في بطولة العالم لألعاب القوى 2009 في برلين.

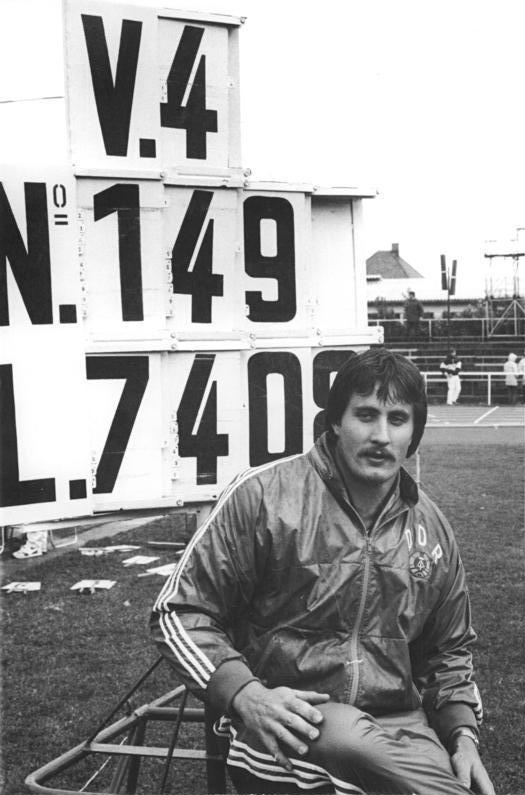
يورغين شولت والإشارة إلى كونه حامل الرقم القياسي العالمي الجديد في رمي القرص عام 1986

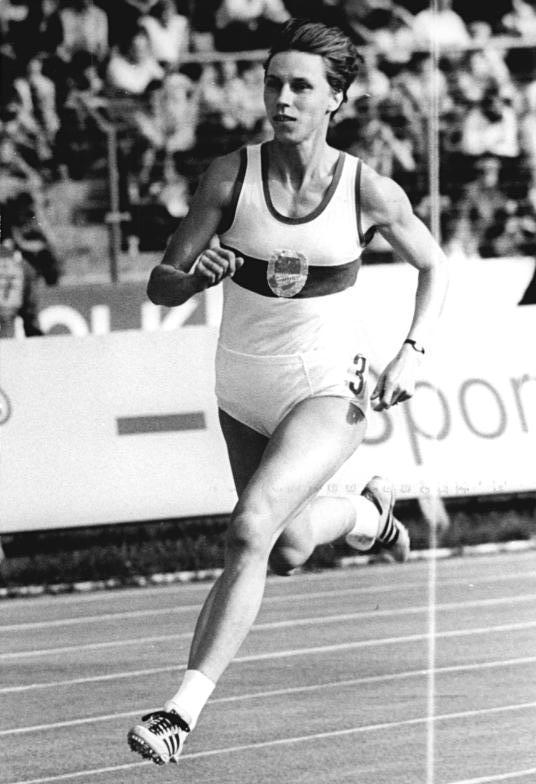
ألمانيا الشرقية سيدات مثيرات للجدل يسجلن العديد من الأرقام القياسية العالمية في عقدي 1970 و1980. حاملة الرقم العالمي ماريتا كوخ تحافظ على براءتها على الرغم من إصدار الحكومة ملفاً تفصيلياً بخصوص تناولها المخدرات.

الأرقام القياسية في ألعاب القوى هي تلك الأرقام المصادق عليها من قبل الاتحاد الدولي لألعاب القوى. تشمل هذه السجلات أفضل أداء في ألعاب القوى في سباقات المضمار والميدان وسباقات الطرقات وسباق المشي
تحفظ الأرقام القياسية التي تسجل في مسابقات ألعاب القوى في الألعاب الأولمبية الصيفية والمنافسات الأخرى. أما السجلات غير الرسمية لبعض الفعاليات الرياضية فتحفظ في إحصائيات خاصة. أما المسافات غير المترية التي يسجّل لها أرقام قياسية فهو سباق المايل.

## المعايير
يجب تحقيق المعايير المستخدمة للمصادقة على الأرقام القياسية الوطنية ولتقديم مقاييس الأداء كعلامات مؤَهِلة للمشاركة في الأحداث الرياضية العالمية الكبرى كالألعاب الأولمبية الصيفية.
تتضمن هذه المعايير:
- أبعاد الميدان والمعدات المستخدمة يجب أن تتوافق مع المعايير. في سباقات الطرقات، يجب أن يقاس المسار بدقة من قبل خبراء قياس معتمدين.
- باستثناء فعاليات سباقات الطرقات (سباق الطرقات وسباق المشي)، يجب أن الأداء في السباق الواحد من جنس واحد (أي ذكور بمعزل عن السيدات).[ملاحظة 1]
- يجب أن يكون جميع أعضاء فريق سباق التتابع من نفس الجنسية.
- يجب أن يجرى اختبار المنشطات مباشرة بعد الأداء للمصادقة على الرقم القياسي. إذا تجاوز الرياضي الفحص المباشر لكن تبيّن لاحقاً وجود منشطات، يلغى الرقم.
- في سباقات الركض حتى 200 متر وفي سباقات الوثب الطويل، عامل مساعدة الرياح المسموح به يجب أن لا يتجاوز 2.0 متر في الثانية. في العشاري (ألعاب القوى) أو السباعي (ألعاب القوى)، يجب أن يكون معدّل دعم الرياح أقل من 2.0 متر\الثانية، وهذا متطلب لجميع التخصصات أما الحد الأقصى المقبول فهو 4.0 متر\الثانية في الفعالية الواحدة.
- في مسابقات الركض مسافات قصيرة حتى 800 متر، يجب أن تستخدم صور لمرحلة دخول خط النهائية لاحتساب التوقيت أوتوماتيكياً.
- لا يوجد معايير تحدّ من ارتفاع موقع السباق؛ طالما أن طبقة الجو الأرق التي تتوفر في المناطق المرتفعة توفر مقاومة أقل للهواء، فقد سجّلت أرقاماً قياسية في مواقع كمكسيكو سيتي في سباقات القفز والوثب. أما الأرقام القياسية التي تسجّل في أماكن مرتفعة فغالباً ما يشار لها بعلامة "A" وهذا لا يعني عدم تأهلها كأرقام معتمدة. ضمن هذه الظروف، يعتبر مستوى سطح البحر مفضلاً للإحصائيات. وقد تبين أن إجراء سباقات المسافات الطويلة في مناطق مرتفعة يقل فيها الأكسجين يكون عائقاً أمام الرياضيين.
- في مسابقات الطرقات، ليس بالضرورة أن تكون دورة السباق دائرية المسار، بل يجب أن لا يتجاوز التناقص الإجمالي في الارتفاع بين البداية والنهاية نسبة 1:1000 أي 1 متر\كم.
- في مسابقات الطرقات، يجب أن تقاس نقطة البداية ونقطة النهائية بافتراض وجود خط مستقيم نظرياً بينهما، بحيث لا يكون طوله أكثر من 50% من مسافة السباق.

## مكافآت أخرى
إن تسجيل رقم قياسي عالمي من شأنه أن يجل منافع كبيرة للرياضيين، فمن رعاية تجارية وترويج في كبرى الملتقيات الدولية، فقد عرضت مشاركات في الدوري الماسي والدوري الذهبي على الرياضيين الذين يحطمون الأرقام القياسية.
يعمل بعض عدائي المسافات المتوسطة كمنظمين لوتيرة السباق في سباقات المسافات الطويلة، ويتلقون أجراً مقابل هذا العمل حتى ولو لم يكملوا السباق، وقد يحصلون على مكافأة إذا ما سُجّل رقم قياسي. وتعتبر هذه مهنة مفيدة للرياضيين القادرين على الركض بدقة على وتيرة محددة.
،في القفز بالزانة يعتبر تسجيل رقم قياسي حافزاً للرياضيين القادرين على تحطيم الرقم إذ يبدأ الرياضيون بالتنافس على تحطيم الرقم القياسي بزيادة الارتفاع سنتيمتر واحد في عدة محاولات، بهدف الحصول على مكافآت عديدة.

## الأرقام القياسية العالمية
بدأ الاتحاد الدولي لألعاب القوى بالاعتراف بالأرقام القياسية العالمية عام 1912، وفي الأرقام المسجلة داخل الصالات عام 1987. عام 2000، عدّل الاتحاد القانون رقم 260.19a (كان سابقاً 260.6a) بما يفيد بأن الرقم القياسي العالمي (بدلاً من رقم قياسي عالمي في الأماكن المغلقة) يمكن تسجيله في منشأة سواء كانت بسقف أو بدون سقف. لم يطبق هذا القانون بأثر رجعي، |عليه فقد أثّر على سباقات القفز بالزانة للرجال والسيدات. تم الدفاع عن رقم السيدات 9 مرات في الصالات من قبل 3 متسابقات، كل منها سجّل كرقم قياسي جديد. آخر رقم قياسي سُجّل في الصالات كان عام 2004، فقد سجل سيرجي بوبكا رقماً قياسياً مقداره 6.15 متر لكنه لم يعتبر رقماً قياسياً عالمياً لأنه سجّل قبل أن يدخل تعديل القانون حيّز التنفيذ. في شباط (فبراير) 2014، تجاوز رينو لافيينيه رقم بوبكا مسجلاً 6.16 متر، ما أهله ليكون رقماً قياسياً عالمياً جديداً.